# Klésák (hinduizmus)
A klésa (szanszkrit: क्लेश) az ind filozófiában és a jóga bölcseletében használt fogalom, jelentése: méreg. A kifejezés a "klis" igei gyök származékaként a szenvedés átfogó jelentésének hordozója. Legfontosabb értelmezéseit a "gyötörni", "zaklatni", "fájdalmat okozni" szavakban találjuk, de összefüggésben van a "tisztátalanság" és "szenvedés" szavakkal is.
A klésa kifejezésre először a Svétásvatara-upanisadban találunk utalást. Az ind gondolkodást hűen tükröző Atharva- és Rigvédában már a legkorábbi időktől kezdve jelen van a szenvedésnek, az emberi életet szükségszerűen átjáró fájdalmaknak a tudatosítása. Így a szenvedést kezdettől fogva metafizikai perspektívába helyezték, s az szerves részévé vált az önátalakítási módszerek fogalmi megalapozásának. A feltételekhez kötött lét állandó kísérője a szenvedés, amire utalást találunk már a legkorábbi upanisádokban: "Minden, ami különbözik a transzcendens léttől, az Abszolúttól, az szenvedés".
Az ind bölcselet alapján minél jobban kifordul az emberi tudat igazi önmagából, annál mélyebbre süllyed az anyagi világba. A klésák hatása ekkor erősödik, majd beáll az egyéni tudat teljes függőségi helyzete.
A klésák hatásának egyik páratlan ellenszere a jóga önátalakító módszere, amelynek segítségével a rongált egyéni tudat (avidjá) visszanyeri eredeti alaphelyzetét. A klésákkal terhelt személyes létet a szenvedés négyféle tulajdonsága határozza meg, ugyanis a klésák lehetnek látensek (prasupta), kibontakoznak (tanu), elnyomottak (viccs-hinna) és teljesen aktívak (udhára).
A krija-jóga módszere a tapasz (önfegyelem, önmegtagadás), a szvádhjája (öntanulmányozás, önnevelés és a szent iratok tanulmányozása) és az ísvara-pranidhána (Isten iránti teljes odaadás) együttes alkalmazásával oltja ki a klésákat.
Ha sikerül a klésák végleges és teljes felszámolása, akkor ezzel el is érjük a megszabadulást. A feladat azonban nem könnyű. A klasszikus jóga rendszere ezt nyolc fokozaton keresztül kívánja megvalósítani. A nyolc fokozat azt is jelenti, hogy hogy valamennyi fokozatot párhuzamosan és rendszeresen gyakorolni kell. Ezek: 
jama = erkölcsi tilalmak; nijama = erkölcsi kötelességek; ászanák = sajátos testhelyzetek; pránájáma = légzésszabályozás; pratjáhára = a tudat visszavonása a külvilágról; dháraná = koncentráció, szellemi összpontosítás; dhjána = szellemi elmélyedés, meditáció; szamádhi = a szellemi elmélyedés olyan szintje, amelyben az észlelés alanyának és tárgyának egysége tapasztalható.

## A klésák
Patandzsali Jóga-szútrái alapján az öt klésa:
- tudatlanság (avidjá)
- egoizmus, az "én"-ség (aszmitá)
- vágyak, szenvedély (rága, káma)
- indulatok, gyűlölet (dvésa)
- halálfélelem, ragaszkodás az élethez (abhinivésa)

## Fordítás
- Ez a szócikk részben vagy egészben  a   Kleshas (Hinduism) című angol Wikipédia-szócikk fordításán alapul.  Az eredeti cikk szerkesztőit annak laptörténete sorolja fel. Ez a jelzés csupán a megfogalmazás eredetét és a szerzői jogokat jelzi, nem szolgál a cikkben szereplő információk forrásmegjelöléseként.